# Haltmaagiin Battulga
Haltmaagiin Battulga is een Mongoolse politicus van de Democratische Partij. Van 10 juli 2017 tot 25 juni 2021 was hij de president van Mongolië.
Battulga was tussen 2004 en 2016 lid van het Mongoolse parlement. Van 2008 tot 2012 was hij minister van Transport en Stedelijke Ontwikkeling en aansluitend tot 2014 minister van Industrie en Landbouw. Bij de presidentsverkiezingen van juni 2017 werd Battulga nipt verkozen tot president van Mongolië. Hij volgde in dit ambt zijn partijgenoot Tsahiagiin Elbegdorzj op. Conform een nieuwe wet, waarbij de presidentiële termijn werd beperkt tot één ambtsperiode, mocht Battulga zich bij de verkiezingen van 2021 niet herkiesbaar stellen. Hij werd in juni van dat jaar opgevolgd door voormalig premier Ukhnaagiin Khürelsükh.